# Francisco Álvarez Cutiño
Francisco Álvarez Cutiño (* 12. April 1969 in Santiago de Cuba) ist ein ehemaliger kubanischer Beachvolleyballspieler.

## Karriere
Francisco Álvarez Cutiño spielte von 1995 bis 2002 mit seinem Halbbruder Gil Ferrer Cutiño auf nationalen Turnieren und wurde viermal Kubanischer Meister. International trat er von 1995 bis 2004 mit Juan Miguel Rosell Milanés an. Den beiden Kubanern gelang 1995 ein Sieg auf der FIVB World Tour bei den Puerto Rico Open. 1996 belegten sie bei den Olympischen Spielen in Atlanta Platz sieben. Nach einem Sieg 2003 bei den Panamerikanischen Spielen und zwei 17. Plätzen bei der WM 2003 in Rio de Janeiro sowie den Olympischen Spielen 2004 in Athen beendete Álvarez Cutiño seine Zusammenarbeit mit Rosell Milanés. Mit Oney Ramírez Bernal wurde Álvarez Cutiño 2005 bei der WM in Berlin Fünfter. An der Seite von Leonel Munder gewann Álvarez Cutiño 2007 bei den Panamerikanischen Spielen die Bronzemedaille und belegte bei der WM in Gstaad lediglich Platz 33.